# جيمس تشانس
جيمس تشانس (بالإنجليزية: James Chance)‏ هو عازف جاز ومغني أمريكي، ولد في 20 أبريل 1953 في ميلواكي في الولايات المتحدة.

## وصلات خارجية
- جيمس تشانس على موقع IMDb (الإنجليزية)
- جيمس تشانس على موقع ميوزك برينز (الإنجليزية)
- جيمس تشانس على موقع إن إن دي بي (الإنجليزية)
- جيمس تشانس على موقع أول ميوزيك (الإنجليزية)
- جيمس تشانس على موقع ديسكوغز (الإنجليزية)
- جيمس تشانس على موقع قاعدة بيانات الفيلم (الإنجليزية)